# Trionfo della Rivoluzione
Il trionfo della rivoluzione (in spagnolo: Triunfo de la Revolución) è una celebrazione nazionale di Cuba.
Celebrata il 1º gennaio,  segna l'Anniversario della vittoria della rivoluzione cubana guidata dal capo politico Fidel Castro nel 1959 che ha istituito il governo attuale a Cuba.
La ricorrenza nazionale ha sempre assunto, anche dopo la morte di Fidel Castro, un forte significato patriottico e di ricordi di quell'epoca storica.
Un'altra ricorrenza nazionale molto celebrata, sempre di questo importante periodo storico è il Giorno dell'Assalto alla caserma Moncada, che si celebra il 26 luglio e che commemora l'inizio della Rivoluzione cubana con l'ascesa al potere di Fidel Castro, nel 1953.